# 退官
退官（たいかん）とは、官職を退くこと。以下に概説する。
退官とは官吏の職にある者が退職すること。おもに上級の国家公務員に用いられることが多い。かつては一般の公務員に対しても用いられる正式な法令上の用語であったが、現行の公務員法制の元では退職、辞職などといい下記の例外を除いて退官とは言わない。
現行法上、「退官」の用語が用いられている法令および該当する公務員は下記のとおり。
- 日本国憲法第79条第5項（最高裁判所裁判官）および同第80条第1項（下級裁判所裁判官）
  - 上記に基づき規定されている裁判所法第50条（裁判官の定年）
- 検察庁法第22条（検察官の定年）
- 会計検査院法
  - 第4条第3項（国会による任命の事後承認が得られなかった検査官の当然退官）
  - 第5条第3項（検査官の定年）
  - 第6条（国会の議決による検査官の退官）
- 労働基準法第105条（労働基準監督官の守秘義務）

大学の教員も教官と通称・俗称されるため、国公立大学のみならず私立大学でも（私立大学には「教官」はいないので、本来ならあり得ない表現方法）教員が退職することをしばしば退官ということがある。
なお、大学の教員は旧制度では教授は高等官と「官僚」であり、新制度では「文部教官」、そして文部省と科学技術庁が統合され、文部科学省となってからは「文部科学教官」が正式な職名であったが、大学法人化以降に
この「文部科学教官」という名称はなくなった。現在でも、教官と言えるのは国立の文部科学省以外の省庁が作る学校の教員である。たとえば、防衛大学校の教員の正式名称は教官である。私立学校は本来民間のため、「退職」または「退任」が正しい。
対義語は任官。